# العلاقات المغربية الميانمارية
العلاقات المغربية الميانمارية هي العلاقات الثنائية التي تجمع بين المغرب وميانمار.

## مقارنة بين البلدين
هذه مقارنة عامة ومرجعية للدولتين:
| وجه المقارنة                                              | المغرب                                 | ميانمار          |
| --------------------------------------------------------- | -------------------------------------- | ---------------- |
| المساحة (كم2)                                             | 710.85 ألف                             | 676.58 ألف       |
| عدد السكان (نسمة)                                         | 36.07 مليون                            | 53.37 مليون      |
| الكثافة السكانية (ن./كم²)                                 | 50.74                                  | 78.88            |
| العاصمة                                                   | الرباط                                 | نايبيداو، يانغون |
| اللغة الرسمية                                             | اللغة العربية، أمازيغية معيارية مغربية | اللغة البورمية   |
| العملة                                                    | درهم مغربي                             | كيات ميانماري    |
| الناتج المحلي الإجمالي (بليون دولار)                      | 109.14 مليار                           | 69.32 مليار      |
| الناتج المحلي الإجمالي (تعادل القوة الشرائية) بليون دولار | 274.06 مليار                           | 282.95 مليار     |
| الناتج المحلي الإجمالي الاسمي للفرد دولار أمريكي          | 2.88 ألف                               | 1.16 ألف         |
| الناتج المحلي الإجمالي للفرد دولار أمريكي                 | 7.49 ألف                               |                  |
| مؤشر التنمية البشرية                                      | 0.628                                  | 0.536            |
| رمز المكالمات الدولي                                      | +212                                   | +95              |
| رمز الإنترنت                                              | .ma                                    | .mm              |
| المنطقة الزمنية                                           | ت ع م+01:00                            | ت ع م+06:30      |

## منظمات دولية مشتركة
يشترك البلدان في عضوية مجموعة من المنظمات الدولية، منها:
| علم المنظمة | اسم المنظمة                        | تاريخ انضمام المغرب | تاريخ انضمام ميانمار |
| ----------- | ---------------------------------- | ------------------- | -------------------- |
|             | مؤسسة التنمية الدولية              | 29 ديسمبر 1960      | 5 نوفمبر 1962        |
|             | المنظمة الهيدروغرافية الدولية      | ?                   | ?                    |
|             | مؤسسة التمويل الدولية              | 30 أغسطس 1962       | 3 ديسمبر 1956        |
|             | منظمة حظر الأسلحة الكيميائية       | ?                   | ?                    |
|             | يونسكو                             | 7 نوفمبر 1956       | 27 يونيو 1949        |
|             | الأمم المتحدة                      | 12 نوفمبر 1956      | 19 أبريل 1948        |
|             | الاتحاد الدولي للاتصالات           | 1 نوفمبر 1956       | 15 سبتمبر 1937       |
|             | منظمة الشرطة الجنائية الدولية      | ?                   | ?                    |
|             | البنك الدولي للإنشاء والتعمير      | 25 أبريل 1958       | 3 يناير 1952         |
|             | الاتحاد البريدي العالمي            | ?                   | ?                    |
|             | وكالة ضمان الاستثمار متعدد الأطراف | 17 سبتمبر 1992      | 16 ديسمبر 2013       |
|             | منظمة التجارة العالمية             | 1995                | ?                    |

## وصلات خارجية
- موقع وزارة الخارجية المغربية
- موقع وزارة الخارجية الميانمارية